# Pierre-Antoine Patel
Pour les articles homonymes, voir Patel.
Pierre-Antoine Patel (22 novembre 1648 - 15 mars 1707), dit Patel le fils ou Patel le jeune, est un peintre français du XVIIe siècle.

## Biographie
Fils et élève de Pierre Patel, avec lequel on le confond parfois, il se spécialise, à la suite de son père, dans le paysage de ruines antiques, dont il accentue le style pittoresque (arbres tordus, végétation touffue, marais en décomposition). Reçu à l'Académie de Saint-Luc en 1677, il est notamment l'auteur d'une série de douze tableaux représentant les douze mois de l'année. Outre de nombreuses peintures, on conserve de cet artiste des pastels et des gouaches.

## Œuvres
- Musée national Magnin, Dijon:
  - Paysage avec ruines d'un temple antique.
  - Paysage classique avec statue colossale.
- Musée des beaux-arts de Nantes:
  - Paysage au petit temple en ruine.
- Musée des beaux-arts de Dole:
  - Soleil couchant.
  - Soleil levant.
- Gray (Haute-Saône), musée Baron-Martin:
  - Paysage avec ruines et lavandières, huile sur toile, 33 x 42 cm, legs d'Albert Pomme de Mirimonde à la RMN, affecté au musée de Gray.
- Musée des beaux-arts de Rouen:
  - L'Été (Cérès change Stellio en lézard).
  - Le Printemps (Zéphire et Flore).
- Musée du Louvre, Paris:
  - Le Mois d'avril (Pêcheurs et chasseurs).
  - Le Mois de janvier.
  - Paysage composé (La Moisson).
  - Paysage avec Diane chasseresse.
- Musée des beaux-arts de Rennes:
  - Paysage au temple en ruines.
  - Paysage aux ruines antiques.
  - Paysage avec ruines et figures.
  - Ruines au bord de la mer.
  - Temple en ruine dans un paysage.
- Musée des beaux-arts de Marseille:
  - Paysage d'aube.
  - Soleil couchant.
- Musée des beaux-arts de Caen:
  - Paysage avec le Christ et les pèlerins d'Emmaüs.
- Musée des beaux-arts de Valenciennes:
  - Paysage avec temple antique.
- Musée de Picardie, Amiens:
  - Paysage avec un berger jouant de la flûte auprès de ruines.